# Bleach (album)
 Denne artikel omhandler et Nirvana-album. Opslagsordet har også en anden betydning, se Bleach (anime).
Bleach er navnet på Nirvanas debutalbum, som blev udgivet juni 1989 af Sub Pop record label. Bleach solgte i første omgang kun 6000 eksemplarer, men da de efterfølgende udgav pladen Nevermind som blev en væsentligt større succes og gjorde gruppen bredere kendt, begyndte Bleach at sælge igen. Der er nu solgt over fire millioner eksemplarer af Bleach.

## Sporliste
1. "Blew"
2. "Floyd The Barber"
3. "About A Girl"
4. "School"
5. "Love Buzz"
6. "Paper Cuts"
7. "Negative Creep"
8. "Scoff"
9. "Swap Meet"
10. "Mr. Moustache"
11. "Sifting"
12. "Big Cheese" (Kun på CD)
13. "Downer" (Kun på CD)